# 藍乾酪

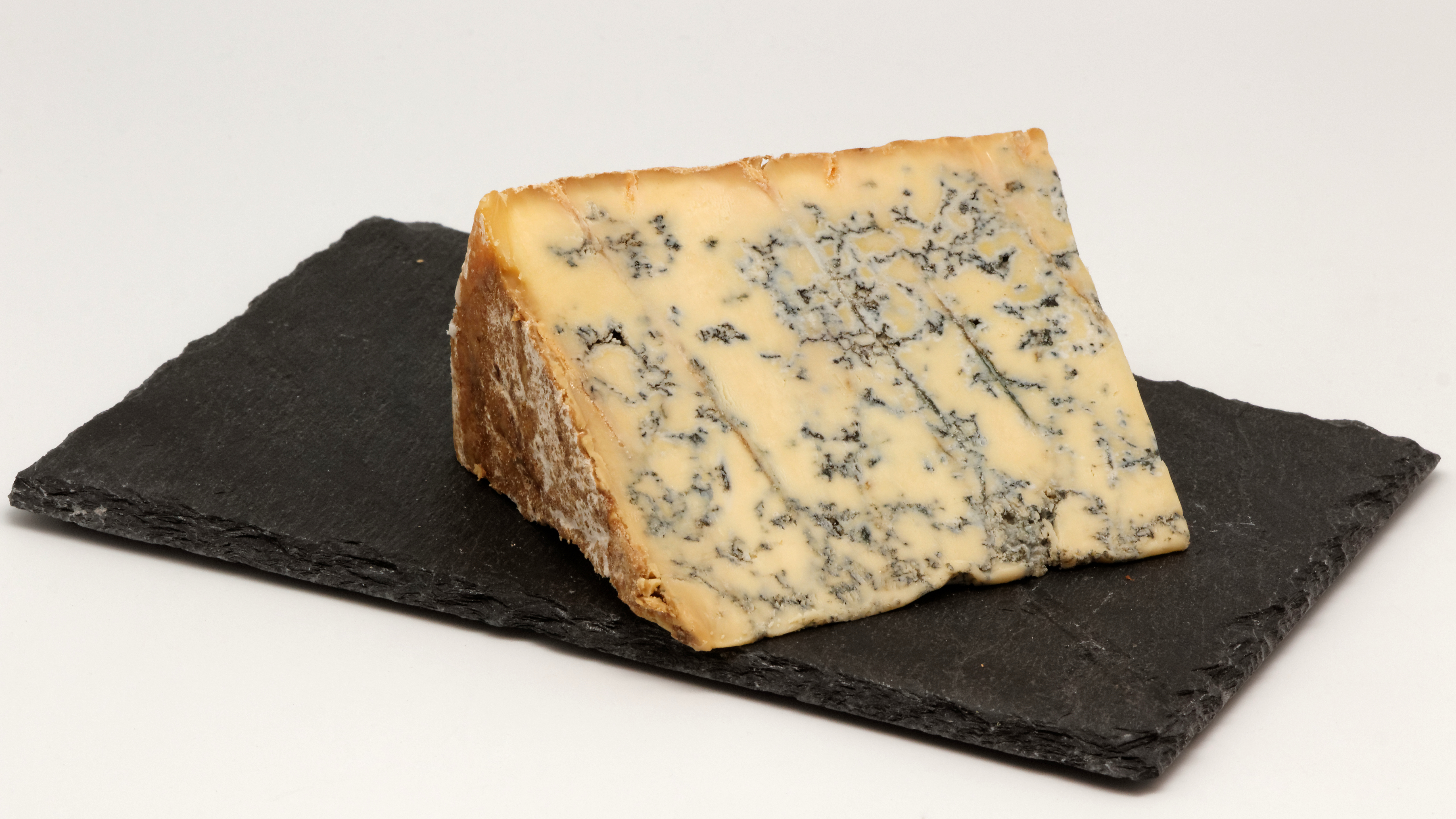
藍乾酪

藍乾酪是乾酪的一種，特點是以青黴菌發酵而成，使其表面有一些藍色的斑紋。藍乾酪可以用牛奶或羊奶製成。較著名的藍乾酪種類包括法國出產的奥弗涅蓝纹奶酪以及罗克福干酪，還有義大利出產的戈贡佐拉奶酪。
藍乾酪因為青黴菌發酵的作用，味道偏鹹，除了單獨食用外，也常用于烹飪，為醬汁等的佐料。
據說最初藍乾酪是儲藏於洞穴中的乾酪因潮濕長出黴菌而意外發現的。
證據顯示人類在2700年前就食用啤酒和藍奶酪。

## 藍乾酪圖集

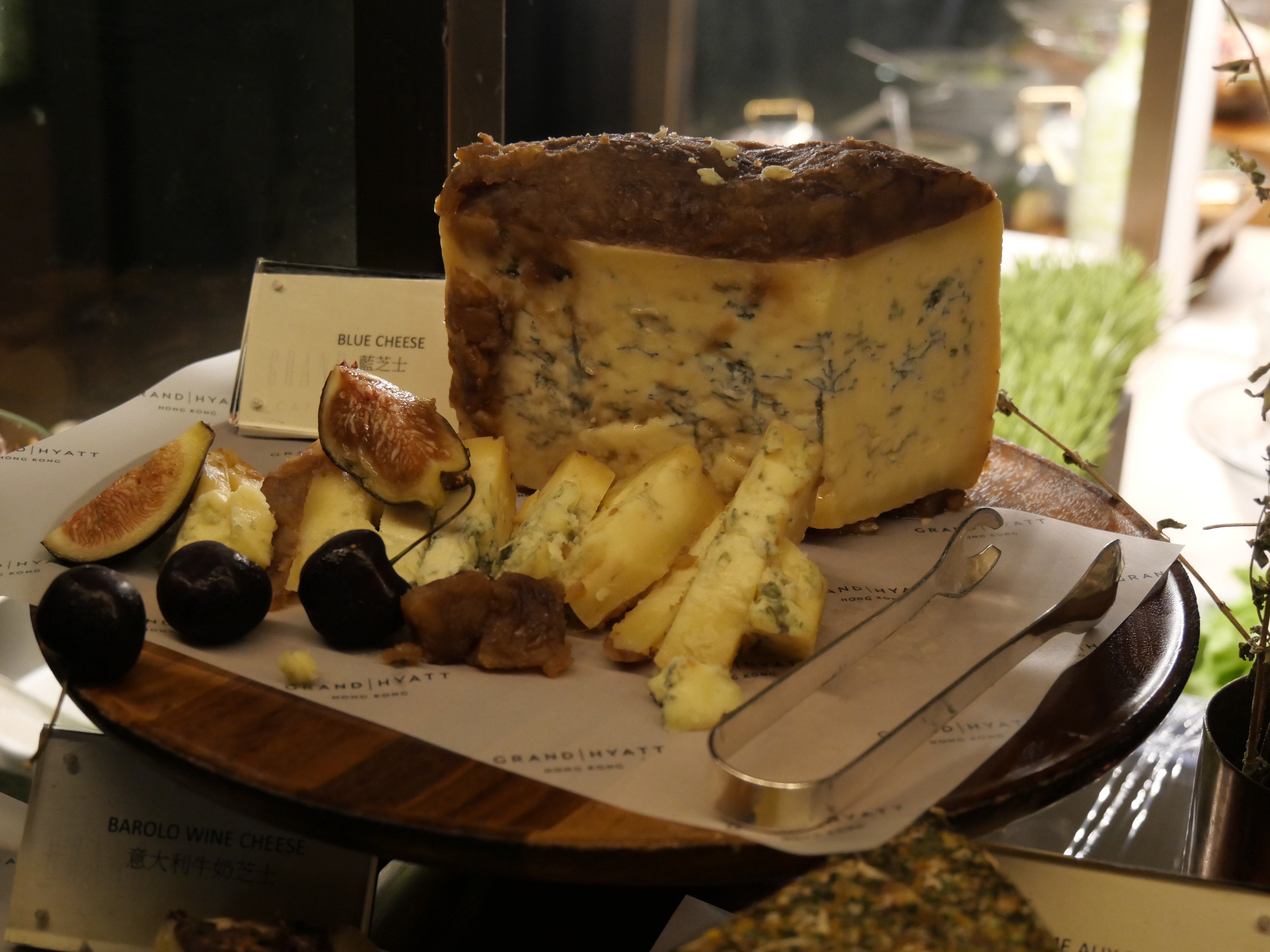
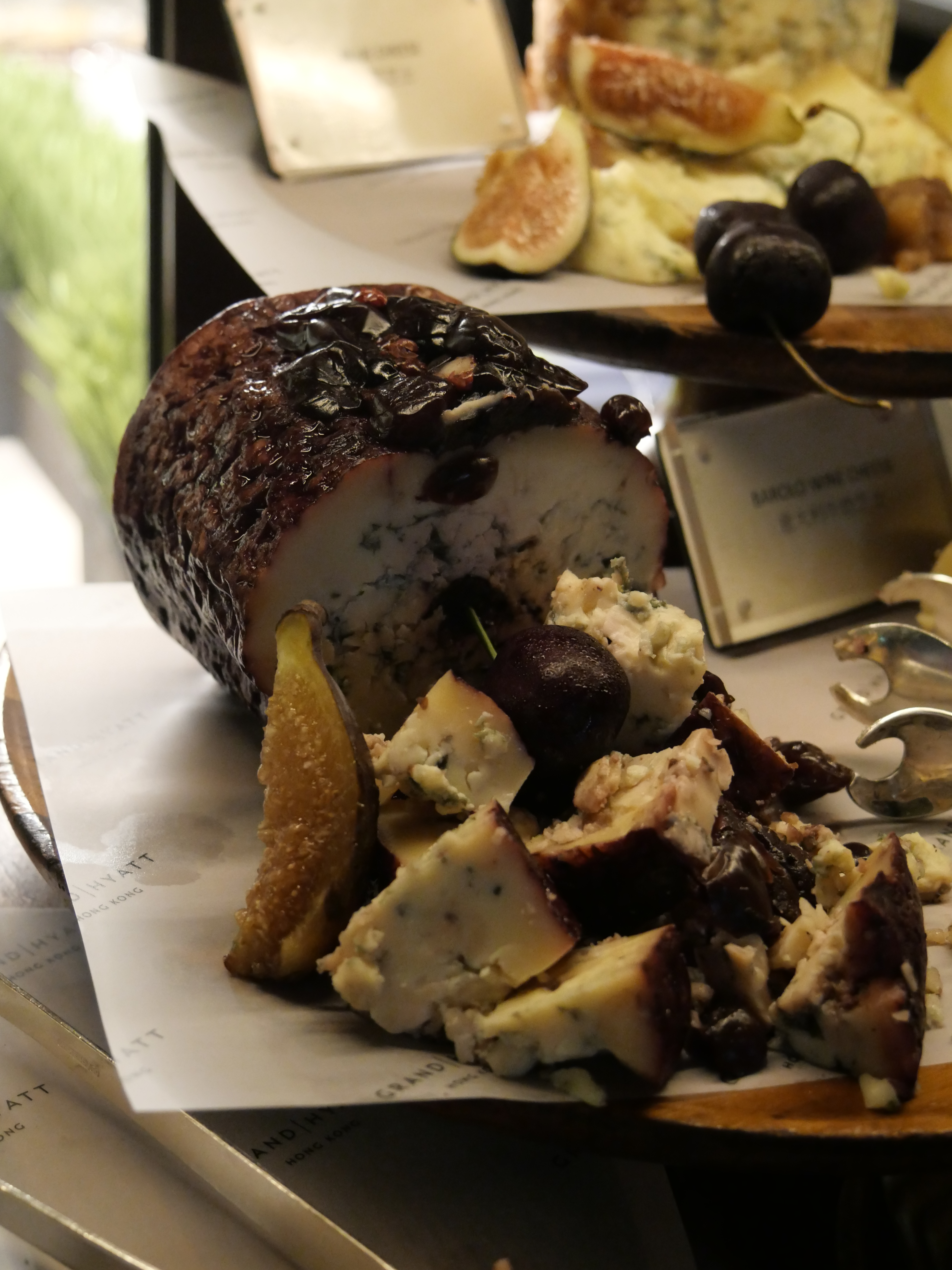
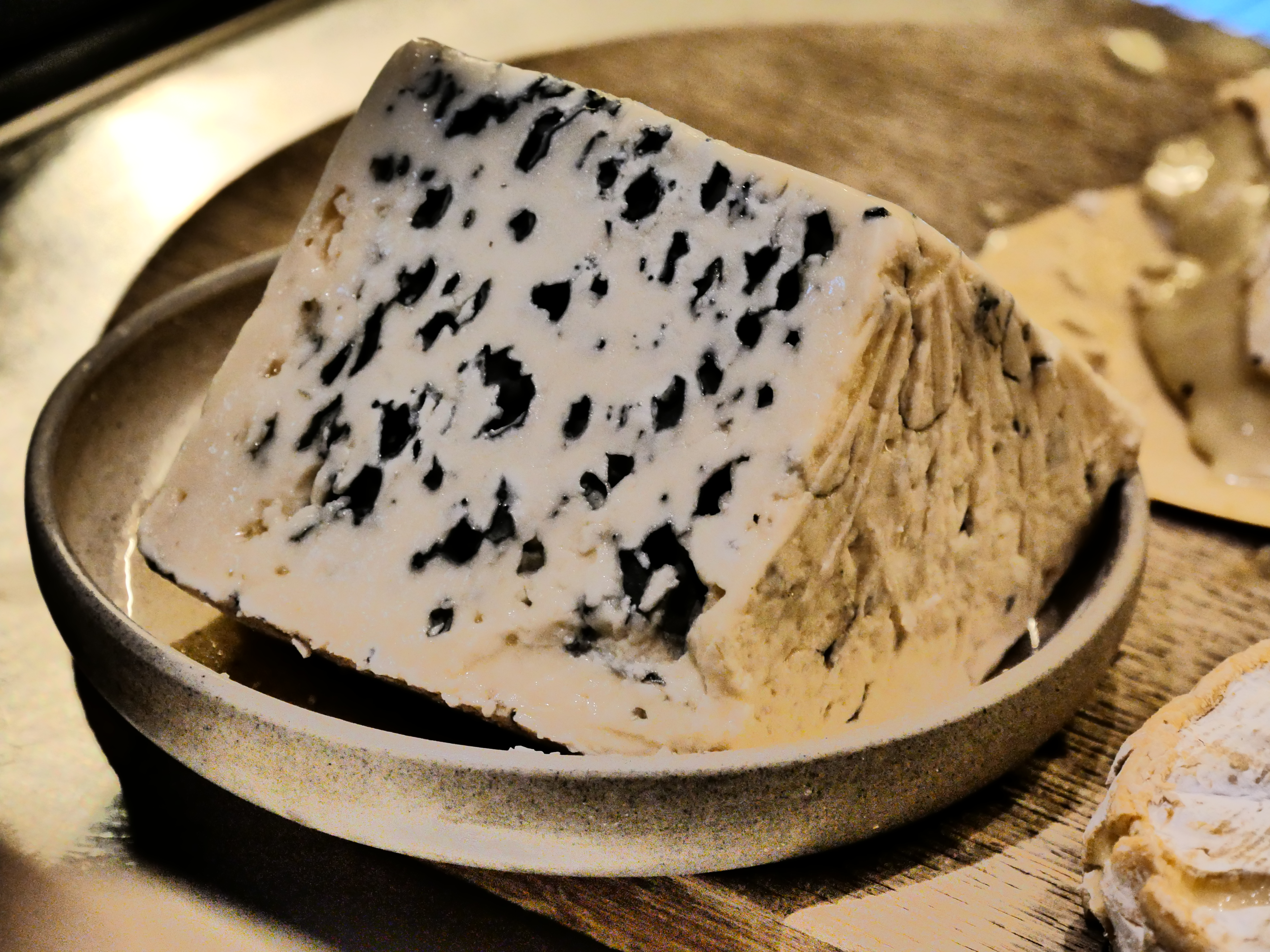
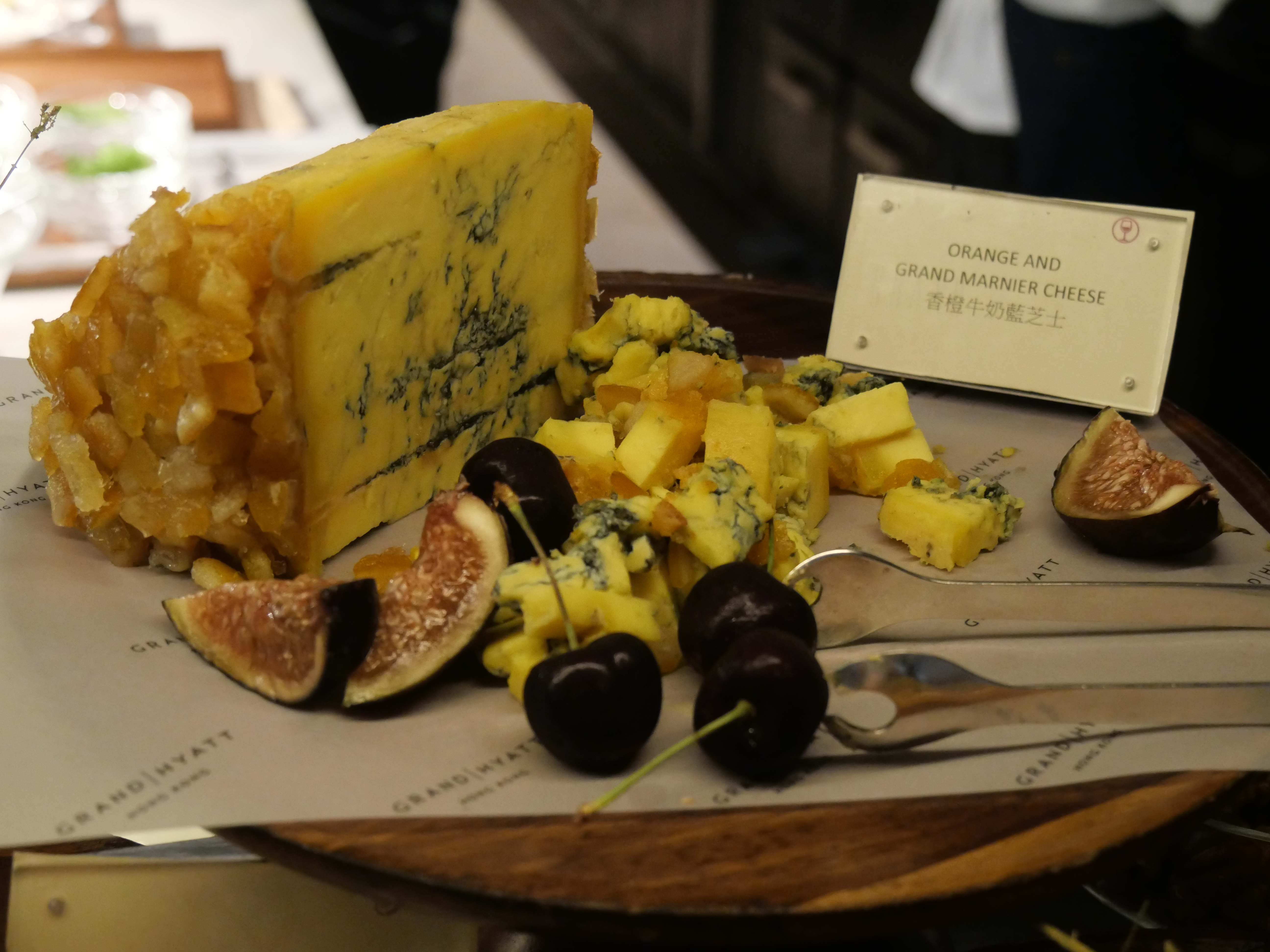
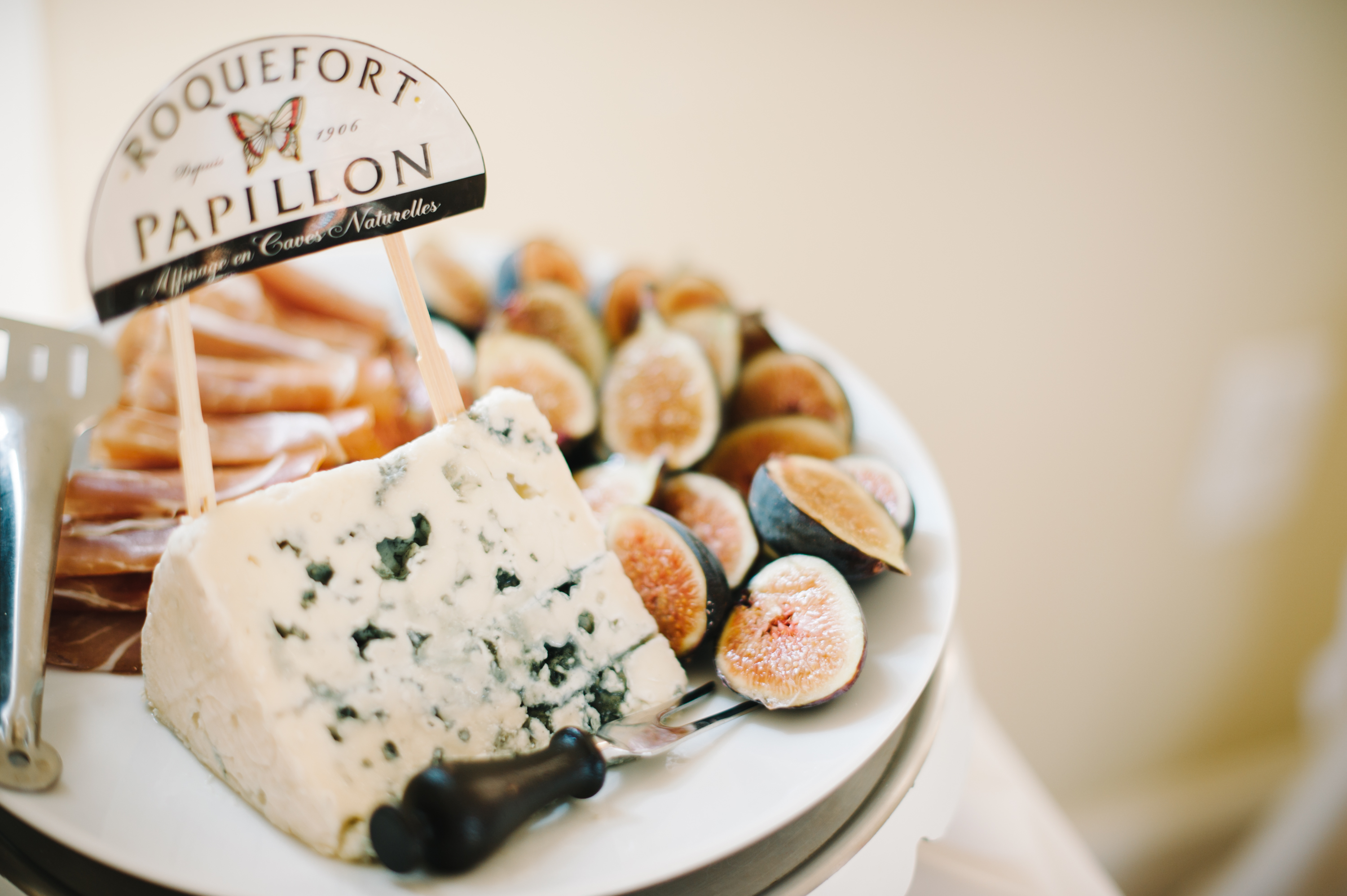
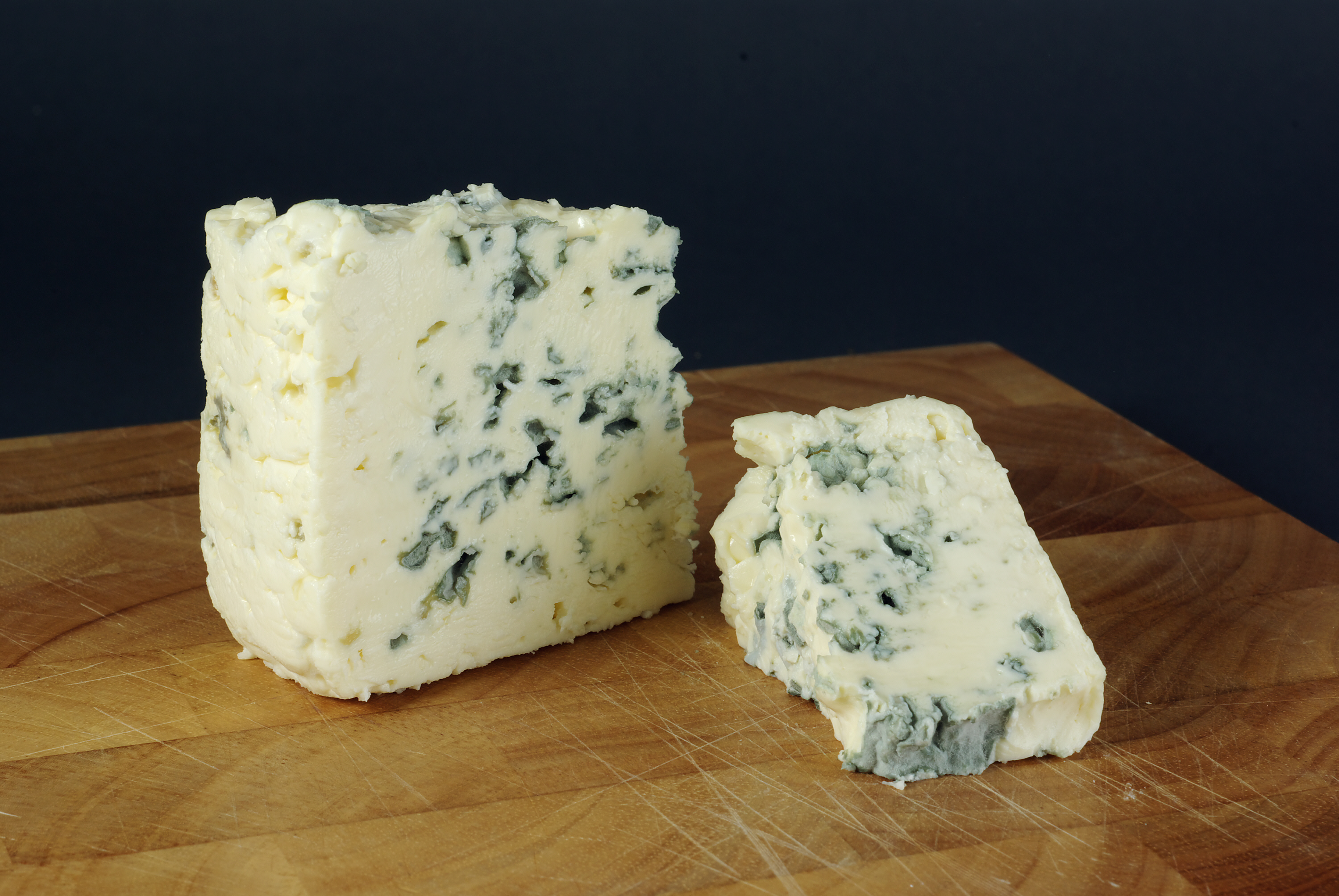
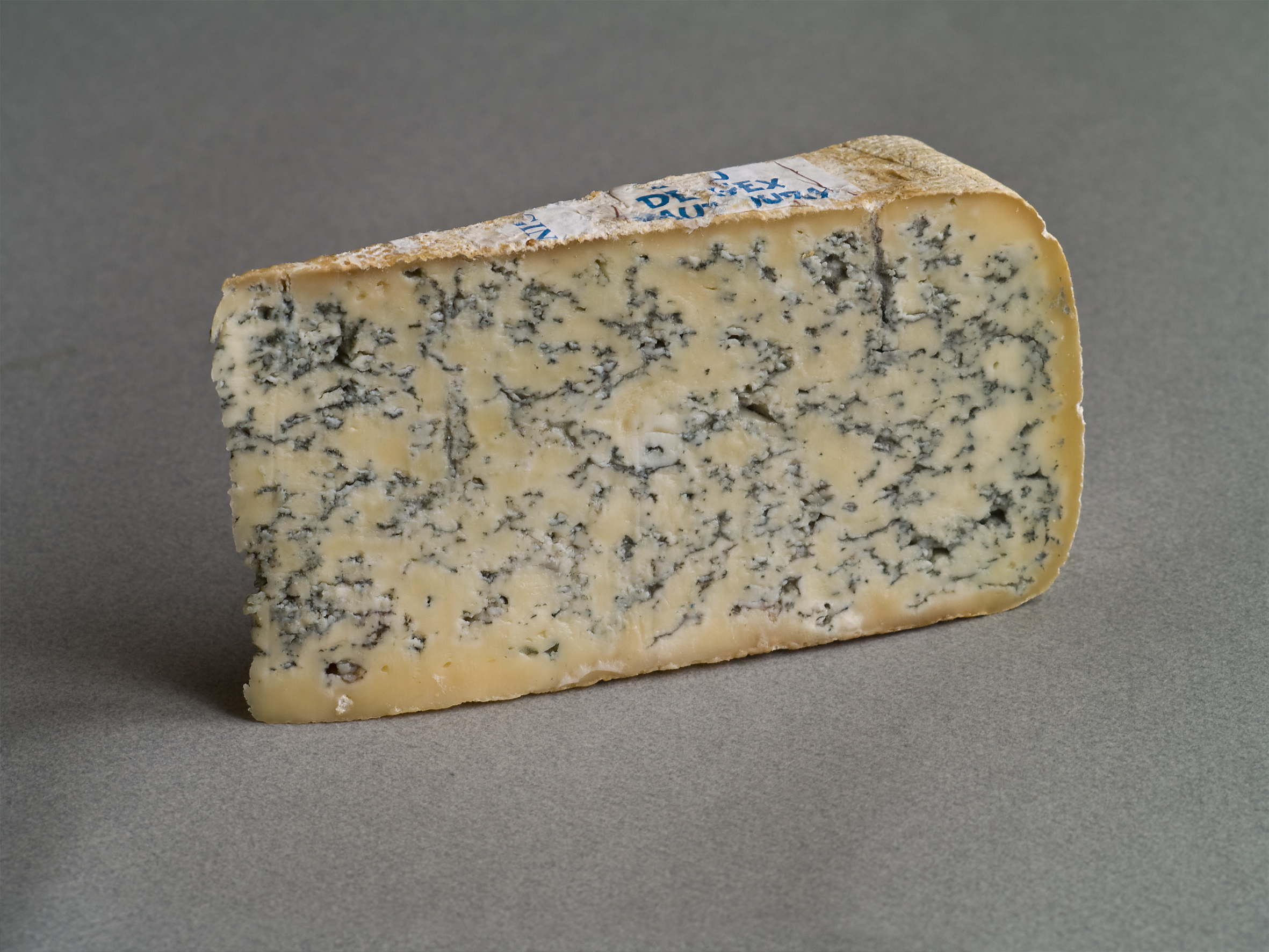
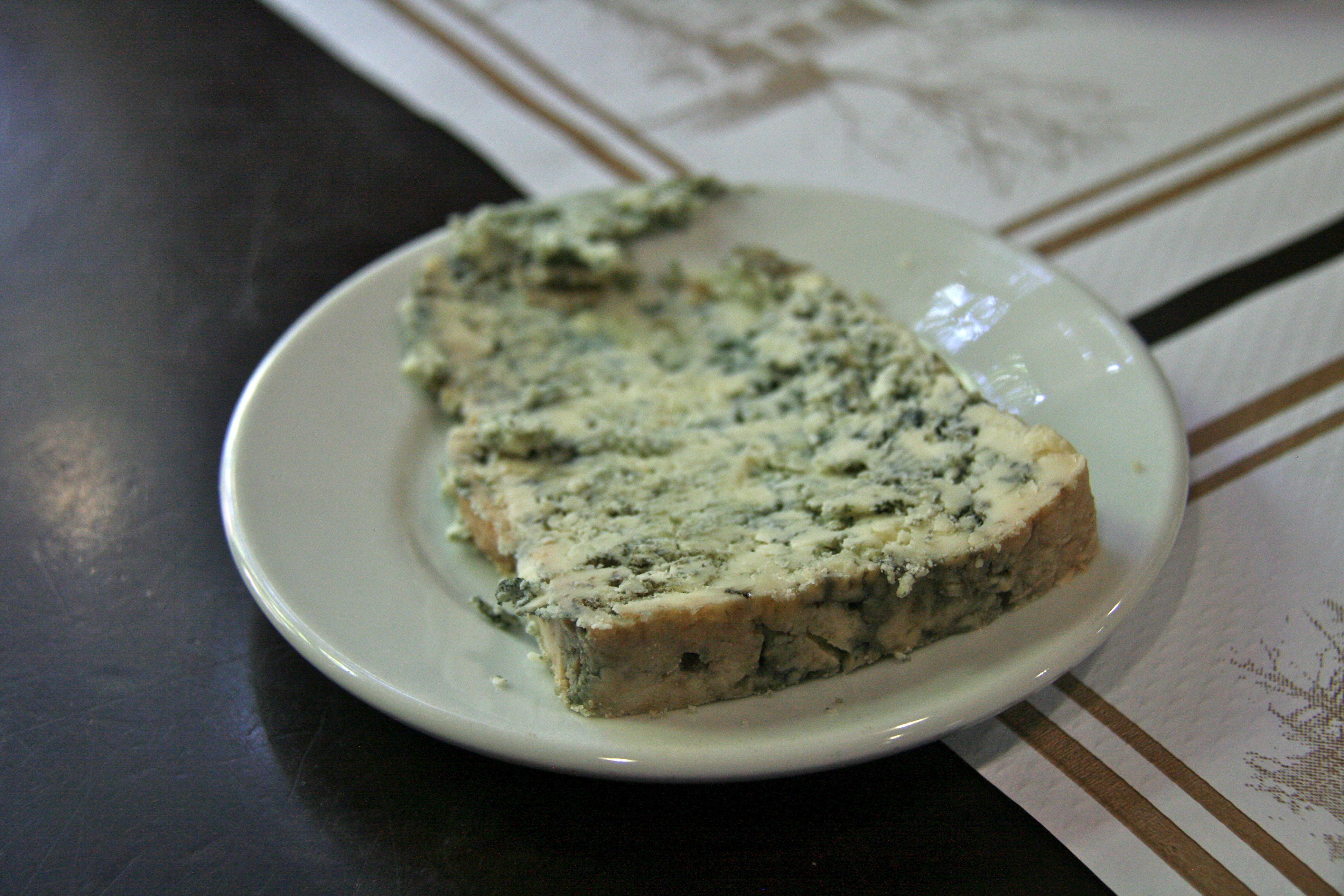
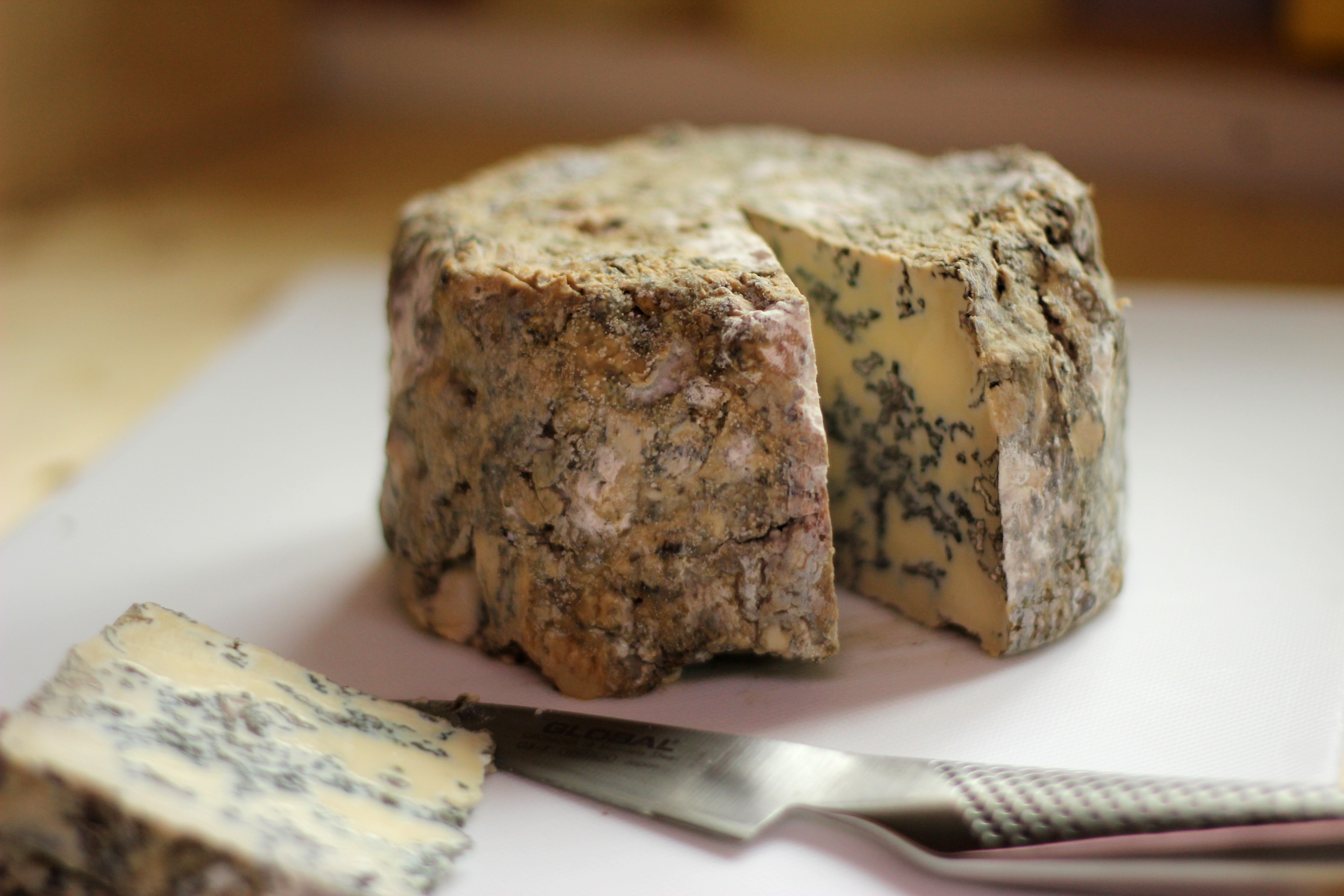
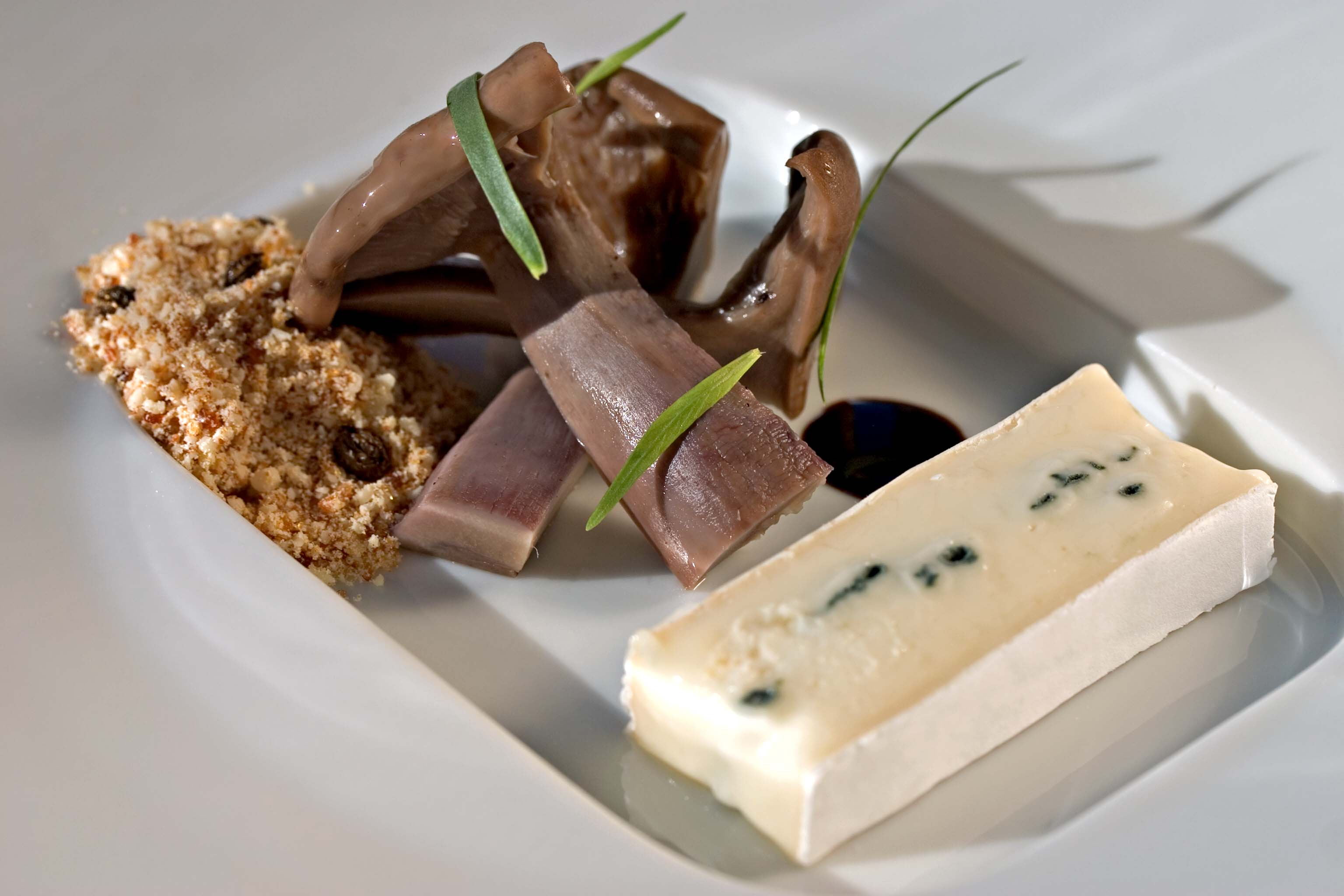
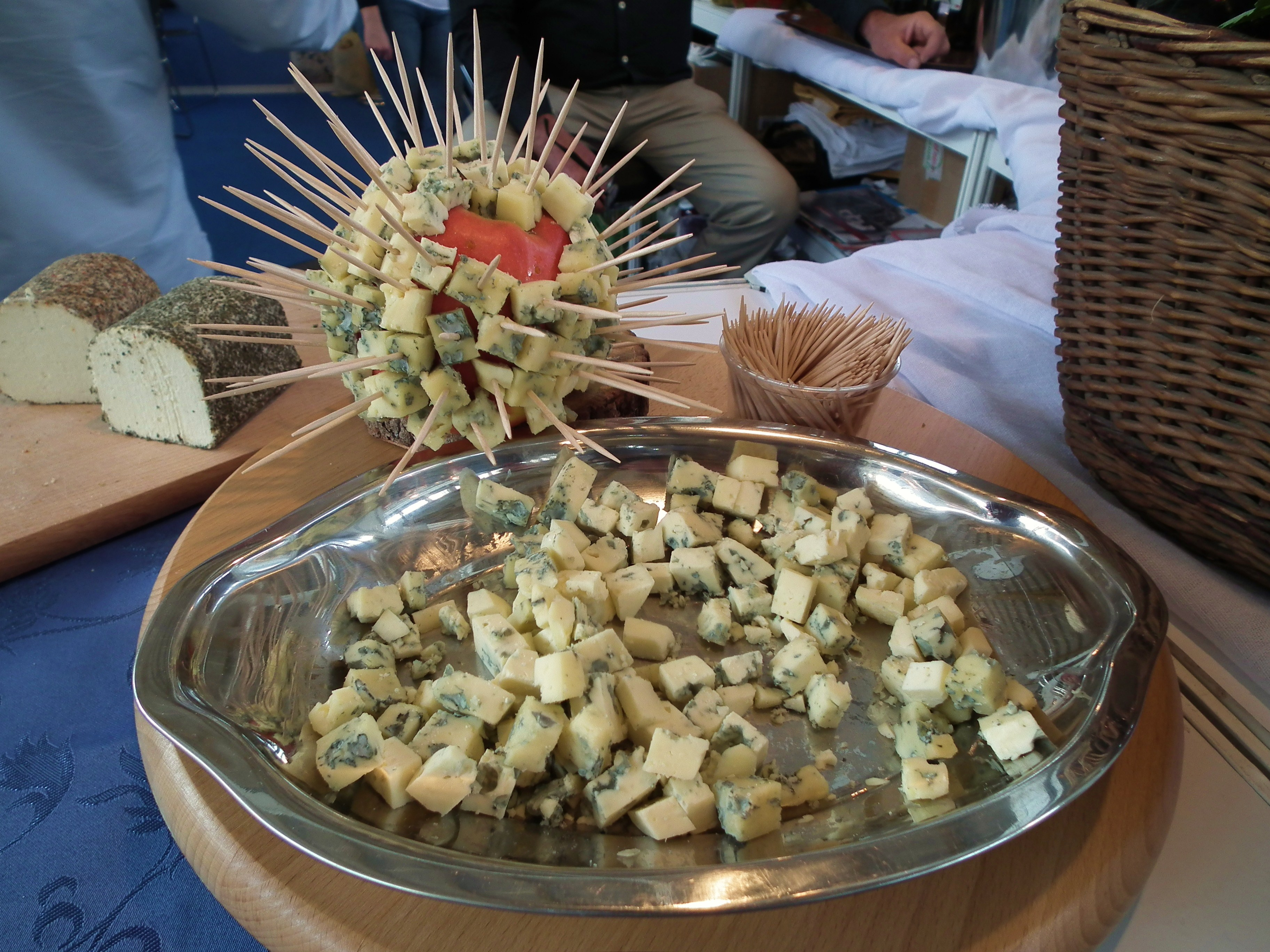
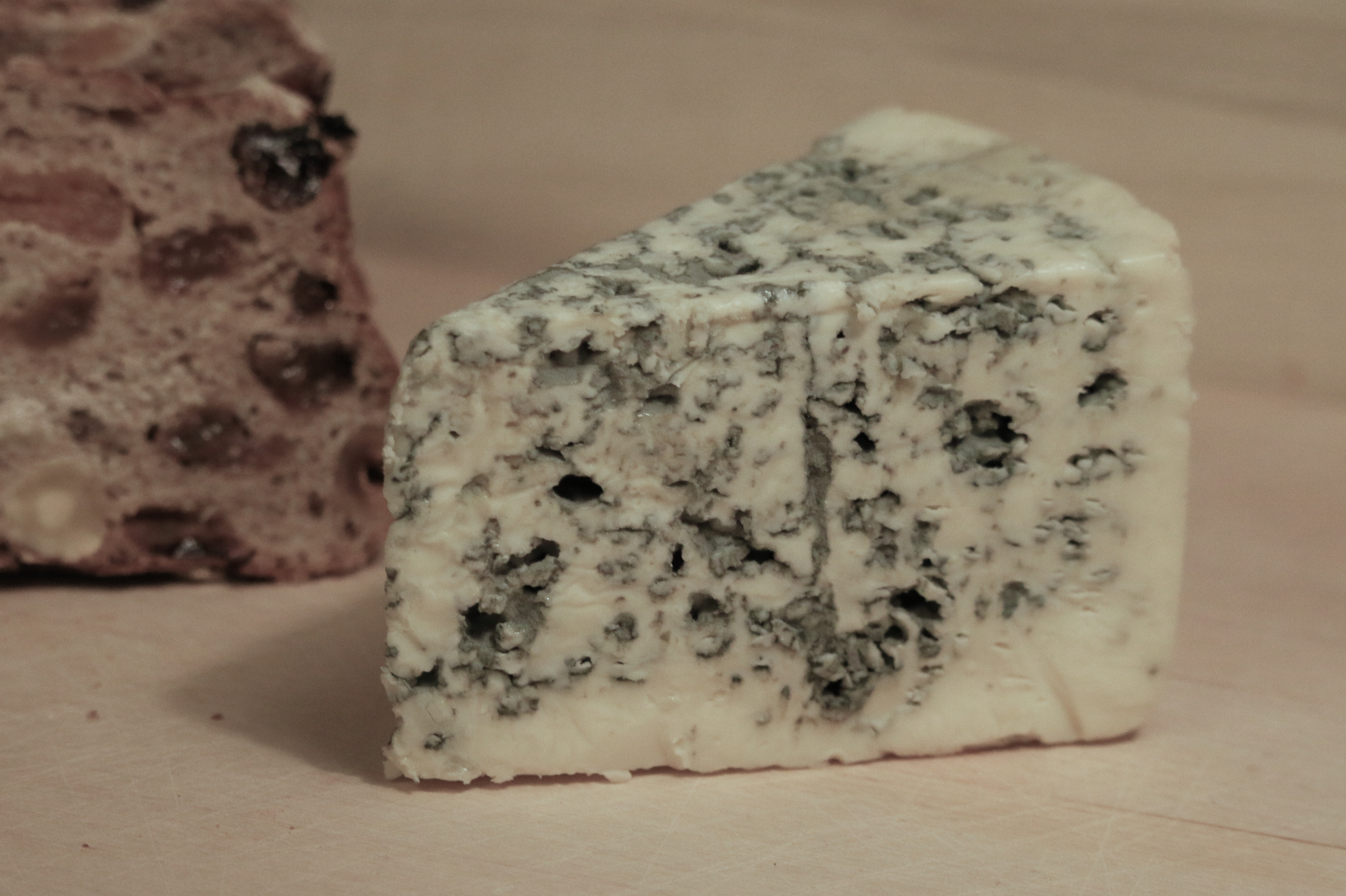
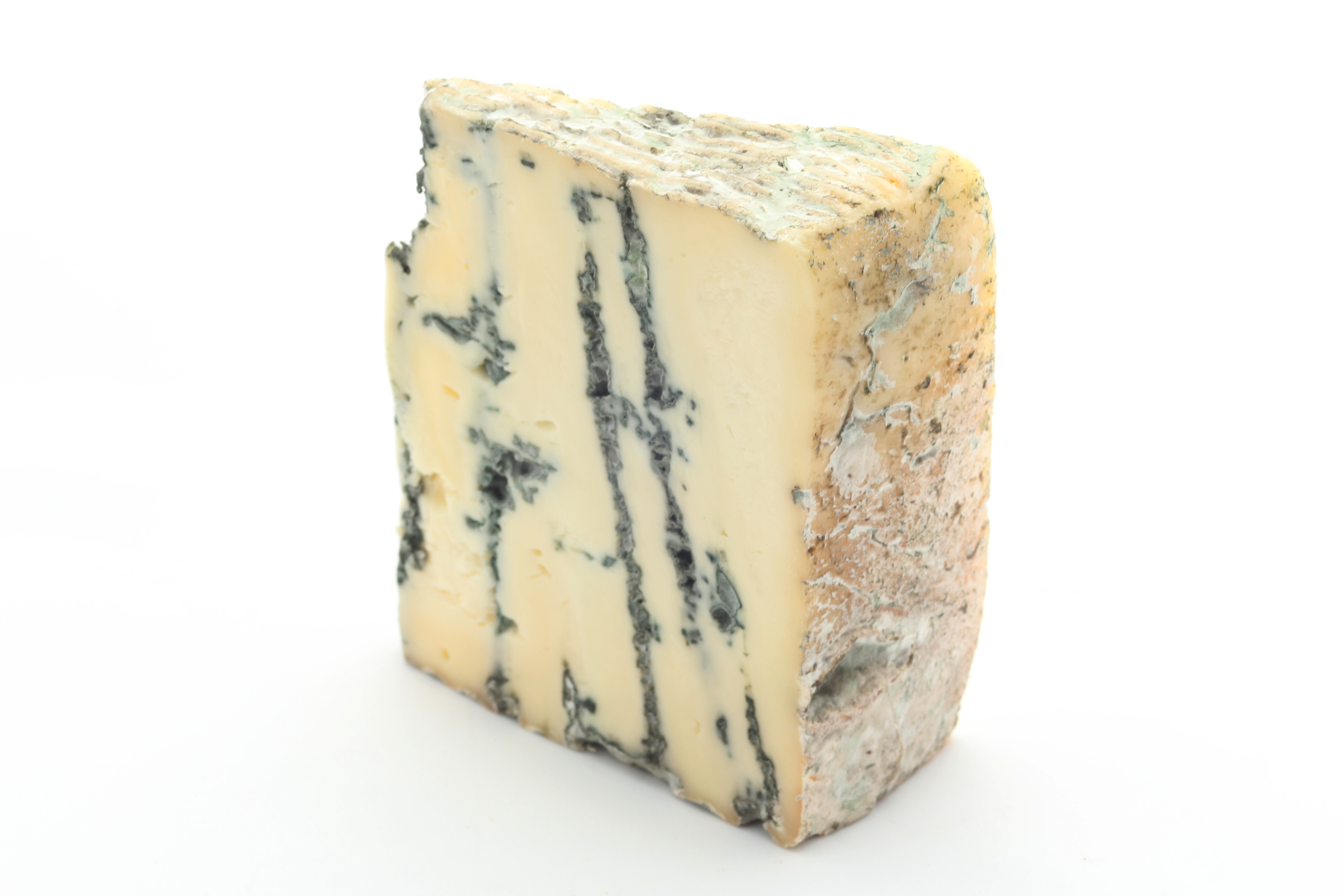
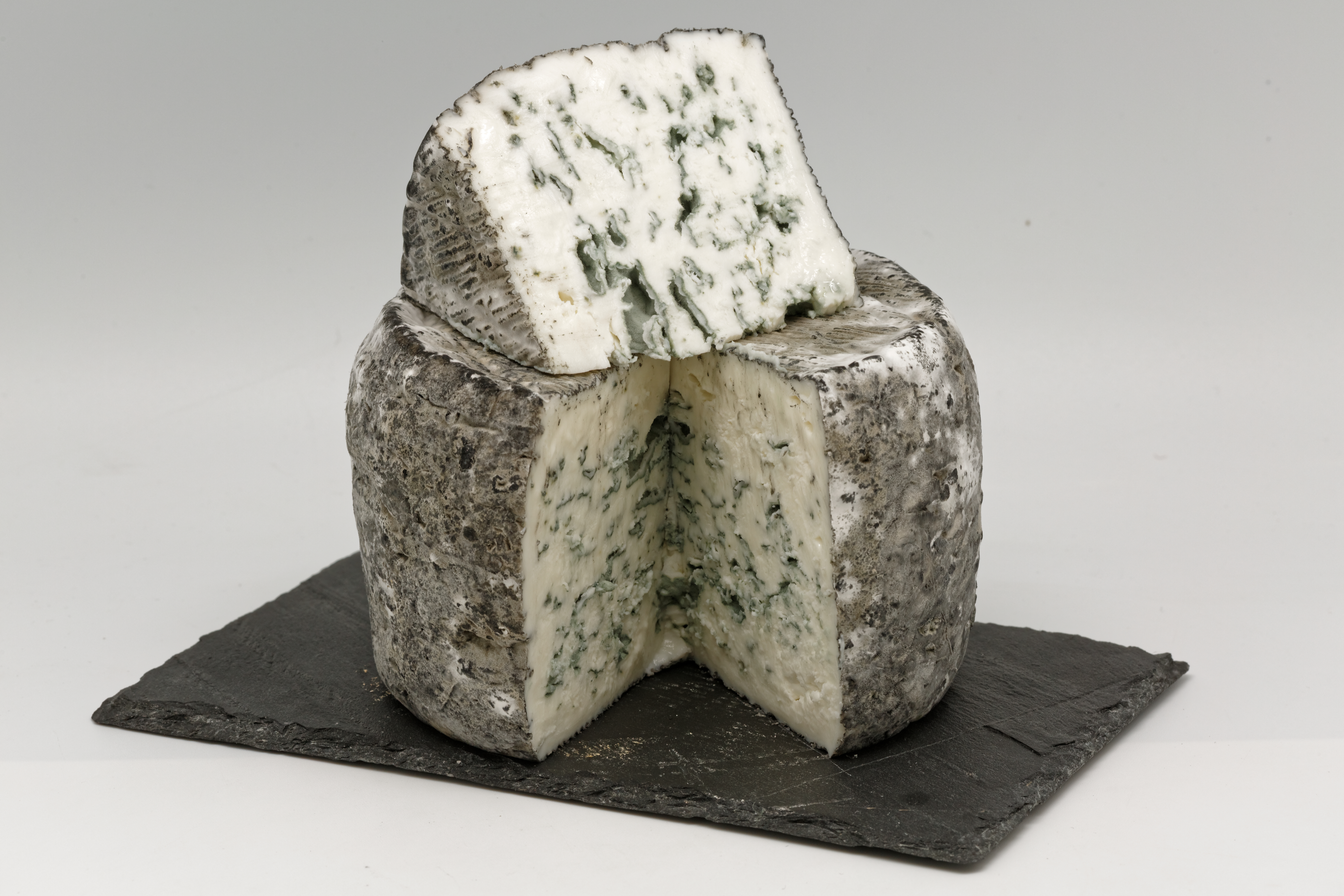
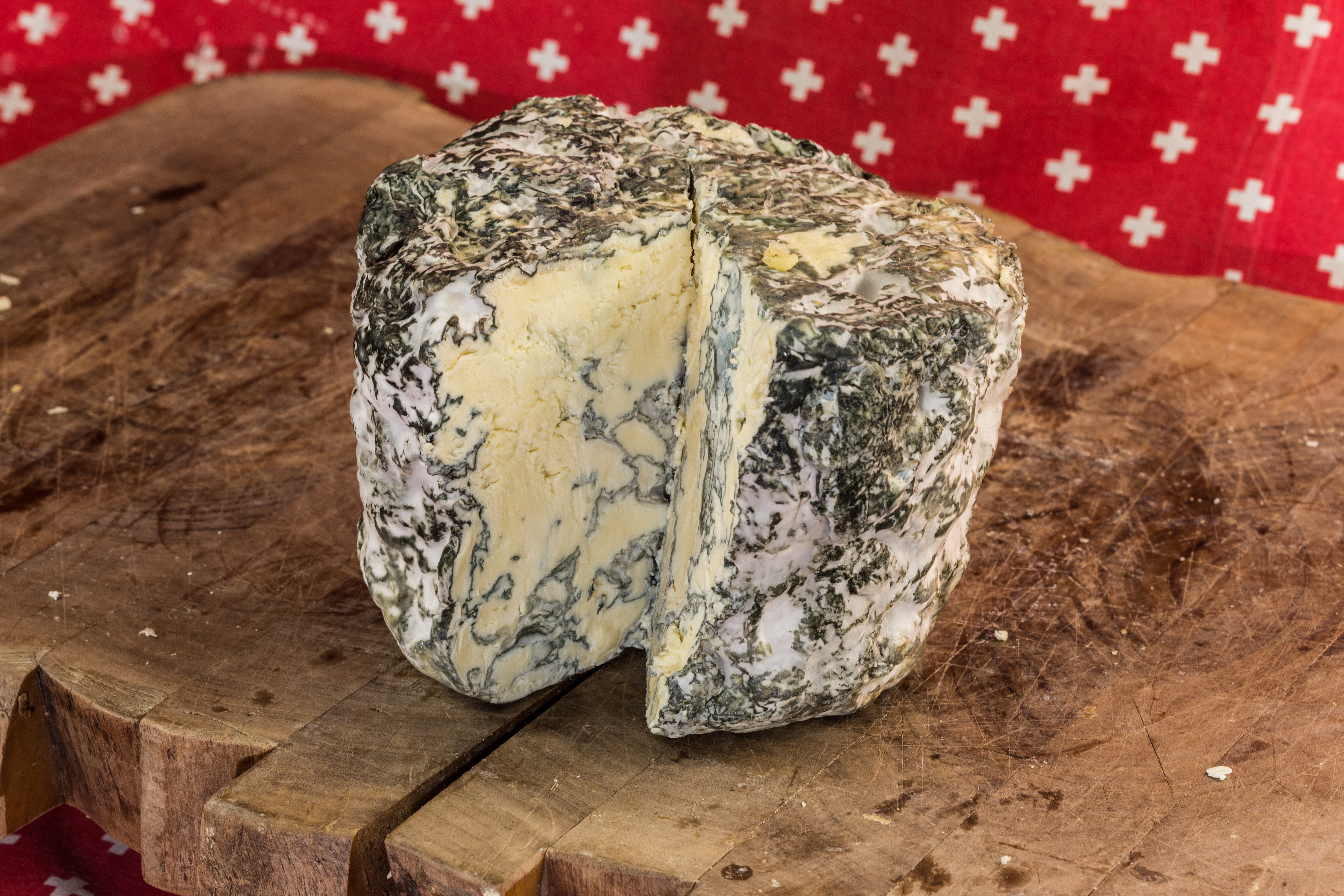
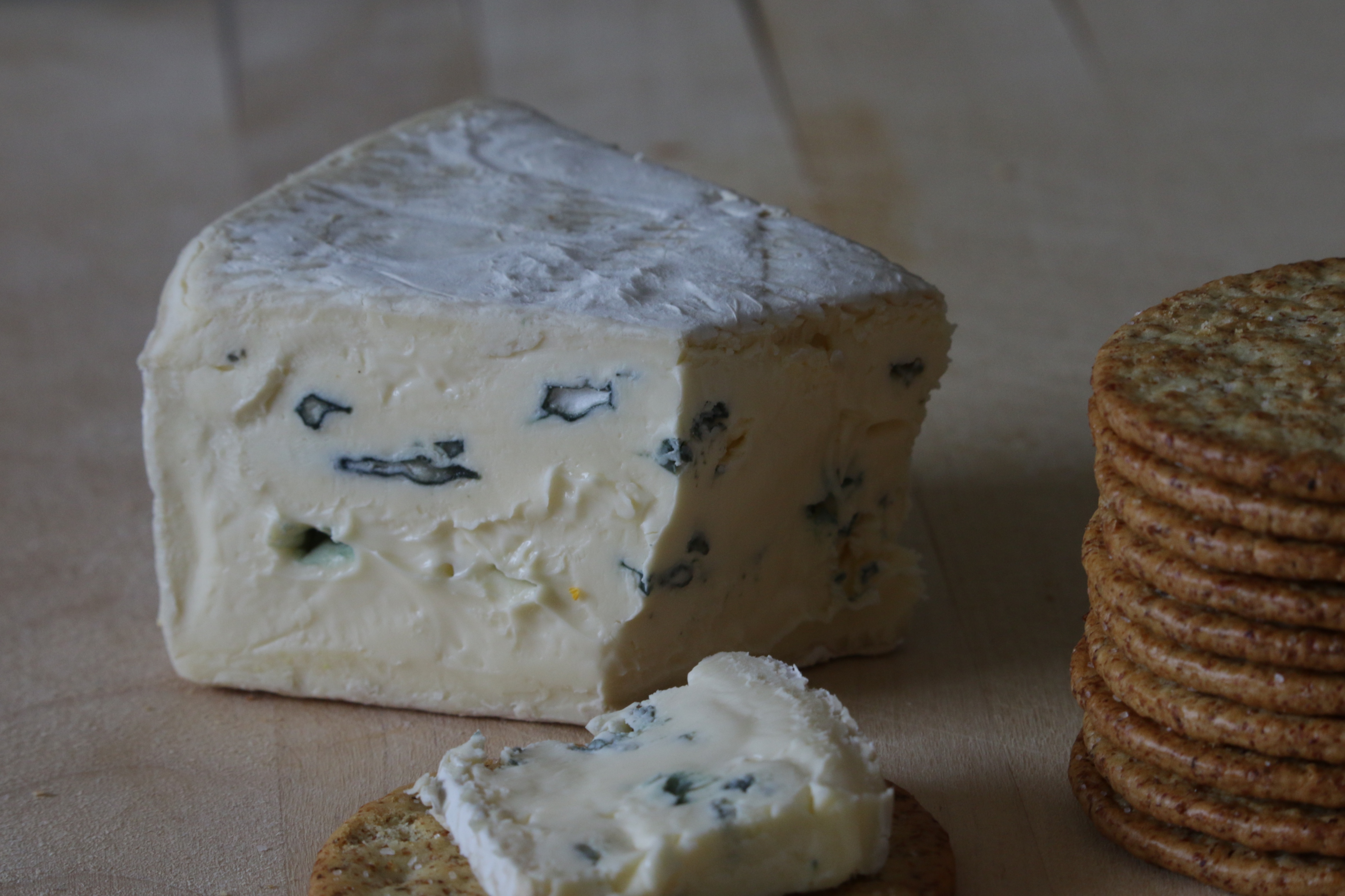